# Charles François Antoine Morren

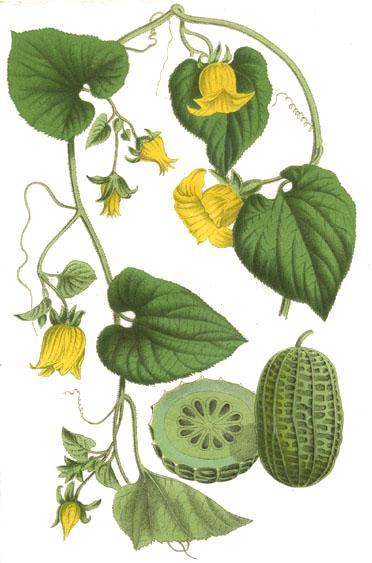
Thladiantha dubia
de La Belgique horticole.

Charles François Antoine Morren ( 3 de marzo de 1807, Gante - 17 de diciembre de 1858, Lieja), fue un botánico y horticultor belga, y Director del Jardín botánico de la Universidad de Lieja.
Morren enseña física en la Universidad de Gante entre 1831 a 1835. Al mismo tiempo estudia medicina, graduándose en 1835. Pasa a profesor extraordinario de botánica en la Universidad de Lieja de 1835 a 1837, y profesor ordinario de 1837 a 1854.
Morren descubre que la flor de vanilla es polinizada por la abeja sociable y sin aguijón Melipone, que solo se halla en México, obviando ninguna polinización en otros países. Hernán Cortés llevó vanilla a Europa, pero por más de 300 años su mecanismo polinizador fue un misterio. Morren a su vez descubre un modo artificial de fecundación, asegurando una provechosa industria de la vanilla en las colonias francesas.
Fue el padre de Charles Jacques Édouard Morren. Morren y ese hijo producen la revista journal La Belgique horticole, journal des jardins et des vergers. Se publica un total de 35 vols. de 1851 a 1885.

## Publicaciones
- Essai sur l'influence de la lumière dans la manifestation des êtres organisés, 1835
- Recherches sur le mouvement et l'anatomie du Stylidium graminifolium. Mem. Acad. Roy. Scien. et belles lett. Bruselas. 1838
- Études d'anatomie et de physiologie végétales, 1841
- Notions élémentaires de sciences naturelles, 1844
- Lobelia, 1851
- Souvenirs phénologiques de l'hiver 1852–1853. Bull. de l'Académie royale des Sciences, des Lettres et des Beaux-Arts de Belgique. Tomo XX, 1e partie, pp. 160–186, 1853

## Honores

### Eponimia
John Lindley (1799-1865) le dedica, en 1838 el género Morrenia de la familia de las asclepiadáceas y originaria de América del Sur.